# شورتر هلدینگ
شورتر هلدینگ (انگلیسی: Schurter) شرکت الکترونیک سوئیسی است، که در سال ۱۹۳۳ تأسیس شد.